# یونس‌آباد (شاهرود)
یونس‌آباد یک روستا در ایران است که در دهستان حومه (شاهرود) واقع شده‌است. یونس‌آباد ۵۵۰ نفر جمعیت دارد.